# Claude Nicouleau
Claude Nicouleau (* 22. Dezember 1961 in Neuilly-sur-Seine) ist ein ehemaliger französischer Eisschnellläufer und Shorttracker.

## Werdegang
Nicouleau, der für den Franconville SG startete, wurde im Eisschnelllauf im Jahr 1986 französischer Meister im Sprint-Mehrkampf und kam zudem bei französischen Meisterschaften jeweils einmal auf den zweiten sowie auf den dritten Platz. Von der 1985/86 bis zur Saison 1988/89 nahm er an 19 Läufen im Eisschnelllauf-Weltcup teil und erreichte dabei im Januar 1986 in Baselga di Piné mit dem vierten Platz über 500 m seine einzige Top-Zehn-Platzierung in dieser Rennserie. Bei der Sprintweltmeisterschaft 1986 in Karuizawa belegte er den 27. Platz und bei den Olympischen Winterspielen 1988 in Calgary den 33. Platz über 1000 m sowie den 31. Rang über 500 m.
Im Shorttrack nahm er an vier Shorttrack-Weltmeisterschaften (1981 in Meudon, 1982 in Moncton, 1983 in Peterborough und 1992 in Denver) teil. Dabei gewann Nicouleau im Jahr 1992 die Bronzemedaille mit der Staffel. Zudem lief er bei den Olympischen Winterspielen 1992 in Albertville auf den fünften Platz mit der Staffel.

## Erfolge

### Olympische Spiele
- 1988 Calgary: 31. Platz 500 m, 33. Platz 1000 m
- 1992 Albertville: 5. Platz Staffel

### Sprint-Weltmeisterschaften
- 1986 Karuizawa: 27. Platz Sprint-Mehrkampf

### Shorttrack-Weltmeisterschaften
- 1992 Denver: 3. Platz Staffel

## Persönliche Bestleistungen im Eisschnelllauf
| Disziplin | Zeit        | Datum            | Ort      |
| --------- | ----------- | ---------------- | -------- |
| 500 m     | 37,73 s     | 5. November 1988 | Calgary  |
| 1000 m    | 1:17,92 min | 13. Februar 1988 | Calgary  |
| 1500 m    | 2:06,31 min | 5. November 1988 | Calgary  |
| 3000 m    | 5:07,38 min | 11. Februar 1981 | Grenoble |
| 5000 m    | 8:47,06 min | 1. Januar 1983   | Grenoble |